# 主播 (2022年电影)
《主播》（韓語：앵커，羅馬化：aengkeo）是一部2022年上映的韩国悬疑惊悚电影。由新人導演郑智妍执导和執筆劇本，千玗嬉、申河均、李慧英主演，剧情讲述一名举报者给电视台名嘴世拉（千玗嬉 饰）打来电话称自己即将被杀害并要求世拉亲自采访而发生的故事。

## 剧情概括
|  | “我的死如果能由郑世拉主播亲自报道的话，我应该会特别高兴。” |

新闻直播5分钟前，电视台知名主播世拉（千玗嬉 饰）接到一名女子的电话，对方表示自己将被杀害。世拉认为这只是通恶作剧电话，但内心又感到十分不安，而世拉的母亲素贞（李慧英 饰）则认为，这是个能让世拉成为真正主播的好机会，於是世拉决定前往对方的家，没想到却发现女子和其女儿陈尸在家中。此后，世拉眼前不断浮现那名女子死去的模样，并再次见到曾出现在案发现场的精神科医生仁浩（申河均 饰），对於曾是死者主治医生的仁浩，世拉对他的疑心愈来愈重……

## 演员

### 主要人物
- 千玗嬉 饰演 郑世拉
- 申河均 饰演 崔仁浩
- 李慧英 饰演 李素贞

### 其他人物
- 车来亨 饰演 闵基泰
- 朴智贤 飾演 徐勝雅
- 南文哲（朝鲜语：남문철） 飾演 新闻局長
- 林成宰 飾演 金警察
- 金英弼（朝鲜语：김영필 (배우)） 飾演 许基正
- 李海運（朝鲜语：이해운） 飾演 韩记者
- 鄭順元 飾演 崔PD
- 朴世賢 飾演 尹微笑
- 徐利秀 飾演 尤娜
- 金英雅 飾演 韩英玉教授
- 朴世欣（朝鲜语：박새힘） 飾演 新聞局AD
- 徐智勝（朝鲜语：서지승） 飾演 宥利
- 宋灿浩 飾演 本部長
- 郑灿勋 飾演 副局長
- 馬正弼 飾演 新聞局長

## 製作
- 導演鄭智妍畢業於韓國藝術綜合學校，之前曾執導多部短篇電影，本片是她的長篇商業電影處女作。
- 2019年11月9日，千玗嬉、申河均、李慧英進入劇組正式开始拍摄[3]，2020年1月28日殺青。

## 獎項
| 年份 | 頒獎禮               | 獎項       | 入圍者 | 結果 |
| ---- | -------------------- | ---------- | ------ | ---- |
| 2022 | 第27屆春史國際電影節 | 最佳女主角 | 千玗嬉 | 提名 |
| 2022 | 第31屆釜日電影獎     | 最佳女主角 | 千玗嬉 | 提名 |

## 外部鏈接
- NAVER上《主播》的資料
- Daum上《主播》的資料

- 韩国电影数据库（KMDb）上《主播》的資料